# Нидерланды на летних Олимпийских играх 2004
Нидерланды были представлены на летних Олимпийских играх 2004 года 210 спортсменами (134 мужчин, 76 женщины), выступившими в состязаниях по 22 видам спорта. Нидерландская сборная завоевала 22 медалей (4 золотых, 9 серебряных и 9 бронзовых), что вывело её на 18 место в неофициальном командном зачёте.

## Медалисты
| Медаль  | Спортсмен | Вид спорта           | Дисциплина                                  |
| ------- | --- | -------------------- | ------------------------------------------- |
| Золото  | Леонтин ван Морсел | Велоспорт            | Женщины, раздельная велогонка по шоссе      |
| Золото  | Анке ван Грюнсвен | Конный спорт         | Выездка, личное первенство                  |
| Золото  | Питер ван ден Хогенбанд | Плавание             | Мужчины, 100 м вольным стилем               |
| Золото  | Инге де Брюин | Плавание             | Женщины, 50 м вольным стилем                |
| Серебро | Миа Аудина | Бадминтон            | Женщины, одиночный разряд                   |
| Серебро | Тео Бос | Велоспорт            | Мужчины, спринт                             |
| Серебро | Сборная | Хоккей на траве      | Мужчины                                     |
| Серебро | Сборная | Хоккей на траве      | Женщины                                     |
| Серебро | Эдит Босх | Дзюдо                | Женщины, до 70 кг                           |
| Серебро | Михил Бартман Чхуньвэй Чхён Герт-Ян Дерксен Герритьян Эггенкамп Ян-Виллем Габриелс Даниел Менч Дидерик Симон Маттейс Велленга Гийс Вермюлен | Академическая гребля | Мужчины, восьмёрки                          |
| Серебро | Питер ван ден Хогенбанд | Плавание             | Мужчины, 200 м вольным стилем               |
| Серебро | Йохан Кенкхёйс Питер ван ден Хогенбанд Митья Застров Клас-Эрик Зверинг Марк Венс                                                            | Плавание             | Мужчины, эстафета 4 x 100 м вольным стилем  |
| Серебро | Инге де Брюин | Плавание             | Женщины, 100 м вольным стилем               |
| Бронза  | Леонтин ван Морсел | Велоспорт            | Женщины, индивидуальная гонка преследования |
| Бронза  | Барт Брентьенс | Велоспорт            | Мужчины, маунтинбайк                        |
| Бронза  | Марк Хёйзинга | Дзюдо                | Мужчины, до 90 кг                           |
| Бронза  | Деннис ван дер Гест | Дзюдо                | Мужчины, свыше 100 кг                       |
| Бронза  | Дебора Гравенстейн | Дзюдо                | Женщины, до 57 кг                           |
| Бронза  | Кирстен ван дер Колк Марит ван Эйпен | Академическая гребля | Женщины, двойки парные (лёгкий вес)         |
| Бронза  | Фраукье Вегман Марлис Смюлдерс Нинке Хоммес Хюрнет Деккерс Аннемарике ван Румпт Аннемик де Хан Сара Сигелар Хелен Тангер Эстер Воркел       | Академическая гребля | Женщины, восьмёрки                          |
| Бронза  | Инге де Брюин | Плавание             | Женщины, 100 м баттерфляем                  |
| Бронза  | Шанталь Грот Инге Деккер Марлен Велдхёйс Инге де Брюин Анабел Костен                                                                        | Плавание             | Женщины, эстафета 4 x 100 м вольным стилем  |

## Результаты соревнований

### Академическая гребля
В следующий раунд из каждого заезда проходили несколько лучших экипажей (в зависимости от дисциплины). В финал A выходили 6 сильнейших экипажей, остальные разыгрывали места в утешительных финалах B-E.
Мужчины
| Соревнование | Спортсмены   | Предварительный заезд | Предварительный заезд | Предварительный заезд | Отборочный заезд | Отборочный заезд | Отборочный заезд | Полуфинал       | Полуфинал       | Полуфинал       | Финал   | Финал   | Итоговое место |
| Соревнование | Спортсмены   | Заезд                 | Время                 | Место                 | Заезд            | Время            | Место            | Заезд           | Время           | Место           | Время   | Место   | Итоговое место |
| ------------ | ------------ | --------------------- | --------------------- | --------------------- | ---------------- | ---------------- | ---------------- | --------------- | --------------- | --------------- | ------- | ------- | -------------- |
| одиночки     | Дирк Липпитс | 5                     | 7:21,19               | 3                     | 1                | 7:01.39          | 2 Q              | Полуфинал A/B/C | Полуфинал A/B/C | Полуфинал A/B/C | Финал C | Финал C | 16             |
| одиночки     | Дирк Липпитс | 5                     | 7:21,19               | 3                     | 1                | 7:01.39          | 2 Q              | 1               | 7:05,94         | 5               | 6:58,20 | 4       | 16             |

### Бадминтон
Женщины
| Спортсмены             | Соревнование  | 1/32 финала   | 1/16 финала    | 1/8 финала                                       | Четвертьфинал                               | Полуфинал             | Финал Матч за 3-е место | Место |
| Спортсмены             | Соревнование  | Соперник Счёт | Соперник Счёт  | Соперник Счёт                                    | Соперник Счёт                               | Соперник Счёт         | Соперник Счёт           | Место |
| ---------------------- | ------------- | ------------- | -------------- | ------------------------------------------------ | ------------------------------------------- | --------------------- | ----------------------- | ----- |
| Миа Аудина Лотте Брёйл | Парный разряд |               | Не участвовали | Элла Трипп Джоанна Николас (GBR) Поб. 15-7, 15-7 | Ли Гён Вон Ра Гён Мин (KOR) Пор. 2-15, 2-15 | Завершили выступление | Завершили выступление   | 5     |

Смешанный разряд
| Спортсмены             | Соревнование | 1/16 финала    | 1/8 финала                                   | Четвертьфинал         | Полуфинал             | Финал Матч за 3-е место | Место |
| Спортсмены             | Соревнование | Соперник Счёт  | Соперник Счёт                                | Соперник Счёт         | Соперник Счёт         | Соперник Счёт           | Место |
| ---------------------- | ------------ | -------------- | -------------------------------------------- | --------------------- | --------------------- | ----------------------- | ----- |
| Карл Брёйл Лотте Брёйл | Микст        | Не участвовали | Ким Тон Мун Ра Гён Мин (KOR) Пор. 4-15, 6-15 | Завершили выступление | Завершили выступление | Завершили выступление   | 9     |

### Плавание
Спортсменов — 5
В следующий раунд на каждой дистанции проходили лучшие спортсмены по времени, независимо от места занятого в своём заплыве.
Женщины
| Спортсменка                                                             | Соревнование          | Предварительные заплывы | Предварительные заплывы | Полуфиналы | Полуфиналы | Финал     | Финал |
| Спортсменка                                                             | Соревнование          | Результат               | Место                   | Результат  | Место      | Результат | Место |
| ----------------------------------------------------------------------- | --------------------- | ----------------------- | ----------------------- | ---------- | ---------- | --------- | ----- |
| Шанталь Грот Инге Деккер Марлен Велдгойс Инге Де Брюин Аннабель Костен* | 4×100 м вольный стиль | 3:39,93                 | 3                       |            |            | 3:37,59   | 3     |

*—участвовали только в предварительном заплыве